# 山下町 (浜松市)
山下町（やましたちょう）は静岡県浜松市中央区の町名。丁番を持たない単独町名である。住居表示未実施。

## 地理
東で元浜町、西で下池川町、南で元目町、北で中沢町と接する。

### 学区
- 浜松市立中部小学校（浜松中部学園）
- 浜松市立中部中学校（浜松中部学園）

## 歴史

### 沿革
- 1889年（明治22年）4月1日 - 町村制の施行により、敷知郡浜松田町・浜松元城町が周辺の町村と合併し、敷知郡浜松町となる。旧町村名は浜松町の大字として残る。また、野口村・下池川村が周辺の村と合併し、敷知郡曳馬下村となる。旧村名は曳馬下村の大字として残る[WEB 7]。
- 1891年（明治24年）6月11日 - 曳馬下村が曳馬村に改称する。
- 1896年（明治29年）4月1日 - 郡制の施行により、曳馬村の所属郡が浜名郡に変更となる。
- 1911年（明治44年）7月1日 - 浜松町が市制施行して浜松市となる。
- 1916年（大正5年）5月1日 - 曳馬村の一部（大字高林の一部・大字野口・大字下池川・大字船越一色・大字中沢・大字八幡・大字上池川）が浜松市に編入される[WEB 7][書籍 2]。
- 1925年（大正14年）5月1日 -  地籍整理により、大字野口、大字田、大字下池川及び大字元城の各一部を合わせて山下町を新設[書籍 3]。
- 2007年（平成19年）4月1日 - 浜松市が政令指定都市となる。山下町は中区の一部となる。
- 2024年（令和6年）1月1日 - 浜松市の行政区再編により、山下町は中央区の一部となる。

## 施設
- 浜松市防災学習センター
- 静岡銀行山下支店山下出張所（しずぎんマイプラザ山下）
- セブン-イレブン浜松山下町店

## 交通

### バス
- 遠鉄バス61内野台線：（浜松駅 方面 - ）元浜町 - 山下町（ - 内野台車庫・サンストリート浜北 方面）

### 道路
- 浜松市道植松和地線（六間道路）
- 浜松市道田町高林線（二俣街道）

## その他

### 警察
警察の管轄区域は以下の通りである。
| 番・番地等 | 警察署         | 交番・駐在所 |
| ---------- | -------------- | ------------ |
| 全域       | 浜松中央警察署 | 柳通交番     |

### 消防
消防の管轄区域は以下の通りである。
| 番・番地等 | 消防署   | 本署/出張所 |
| ---------- | -------- | ----------- |
| 全域       | 中消防署 | 本署        |

### 書籍
1. ↑  『浜松市史 三』浜松市役所、1980年3月26日、355,356頁。
2. ↑  『浜松市史 三』浜松市役所、1980年3月26日、350,351頁。
3. ↑  『浜松市史 三』浜松市役所、1980年3月26日、355,356頁。

### WEB
1. ↑  “h02_22.csv”.   総務省 (2022年2月10日). 2024年10月2日閲覧。
2. ↑  “chuouku_menseki.xlsx”.   浜松市 (2024年3月12日). 2024年10月2日閲覧。
3. ↑  “静岡県 浜松市中央区 山下町の郵便番号 - 日本郵便”.   日本郵便. 2025年2月15日閲覧。
4. ↑  “市外局番の一覧”.   総務省 (2022年3月1日). 2024年6月14日閲覧。
5. ↑  “事業所案内及び管轄地域（事務所3件、分室3件）”.   一般社団法人静岡県自動車会議所. 2024年6月14日閲覧。
6. ↑  “住居表示実施状況／浜松市”.   浜松市 (2024年8月2日). 2024年9月27日閲覧。
7. 1 2  “historyofcities.pdf”.   静岡県総務部合併推進室・財団法人静岡県市町村振興協会. 2024年9月27日閲覧。
8. ↑  “柳通交番｜静岡県警察”.   静岡県警察 (2024年1月1日). 2024年6月14日閲覧。
9. ↑  “消防署の町別管轄「や」／浜松市”.   浜松市 (2020年3月25日). 2024年6月17日閲覧。